# メトロ車両
メトロ車両株式会社（メトロしゃりょう）とは、東京地下鉄株式会社（東京メトロ）の子会社である。

## 概要
主に鉄道車両に搭載されている主要機器の検修業務と、他社車両の検修業務の一部を施工している。また、車両の改造工事や車両基地内の設備工事なども行っている。
1984年（昭和59年）4月3日に帝都高速度交通営団（営団地下鉄）によって設立された。同日より、営団地下鉄が実施していた車両基地業務の一部をメトロ車両に委託し始めた。設立当初は従業員38名であった。

## 沿革
1984年（昭和59年）4月3日業務受託
- 中野検車区・小石川検車区の車輪転削業務
- 中野工場の警備・付帯業務
- 中野工場・千住工場・綾瀬工場・鷺沼工場・行徳検車区の排水処理施設取扱業務
- 綾瀬工場・千住検車区のボイラー運転取扱業務

1985年（昭和60年）4月1日業務受託
- 行徳検車区の車輪転削業務
- 中野検車区のボイラー運転取扱業務
- 小石川分場の警備・付帯業務

1986年（昭和61年）4月1日業務受託
- 千住工場・深川検車区の車輪転削業務
- 中野検車区のボイラー運転取扱業務委託中止（ボイラー変更のため）

1987年（昭和62年）4月1日業務受託
- 和光検車区の排水処理施設取扱業務
- 千住工場の警備・付帯業務
- 各線の自動高さ調整弁（レベリングバルブ）の検査手入れ

1988年（昭和63年）4月1日業務受託
- 和光検車区の車輪転削業務
- 綾瀬工場の警備・付帯業務
- 各線のオイルダンパーの検査手入れ

※各検車区・工場の名称は、当時のものである。現在、メトロ車両では委託を受けていない業務も含まれる（車輪転削など）。

## 事業所
- 設計事業所（中野車両管理所内）：車両基地設備の設計等
- 工事事業所（新木場車両基地内）：大規模改修工事の施工管理等
- 中野事業所（中野車両基地内）：定期検査車両の完成検査と車両基地の管理業務
- 深川事業所（深川車両基地内）：定期検査車両の完成検査と車両基地の管理業務
- 綾瀬事業所（綾瀬車両基地内）：定期検査車両の完成検査と車両基地の管理業務
- 鷺沼事業所（鷺沼車両基地内）：定期検査車両の完成検査と車両基地の管理業務
- 千住総合事業所（千住検車区・新木場車両基地内）：旧千住工場の建屋を利用して東京地下鉄各工場から運搬される車両機器の検査（千住）、東京地下鉄各工場から運搬される車輪の嵌替（はめかえ）業務（新木場）

## 施工実績
- 東西線5000系→東葉高速鉄道1000系転用改造: ○●
- 6000系･7000系･8000系のVVVF制御化工事: ○●▲
- 02系リニューアル工事（チョッパ→PMSM化）: □■
- 9000系リニューアル工事: ○●
- 03系他社線向け譲渡改造: ※
- 05系北綾瀬支線転用改造: ○
- 500形車体修繕（日本仕様へ修復工事）: □●

- 記号注記　
  - 綾瀬工場: ○
  - 新木場CR: ●
  - 中野工場: □
  - 小石川CR: ■
  - 鷺沼工場: ▲

※なお、実際の業務は協力会社の宮脇車輌工業や手塚車輌工業などに委託している。